# Open di Francia 2025 - Quad doppio
Il quad doppio del torneo di tennis professionistico Open di Francia 2025, facente parte della categoria Grande Slam, si è giocato dal 5 al 6 giugno 2025 allo Stade Roland Garros di Parigi, Francia.
Sam Schröder e Niels Vink erano i detentori del titolo, ma hanno deciso di non giocare insieme.
Schröder ha giocato in coppia con Andy Lapthorne, ma sono stati eliminati al primo turno, mentre Vink ha giocato con Guy Sasson e hanno vinto il titolo battendo in finale Ahmet Kaplan e Donald Ramphadi con il punteggio di 6–3, 6–4.

## Teste di serie
1. Guy Sasson /  Niels Vink (Campioni)

1. Andy Lapthorne  /  Sam Schröder (semifinale)

## Tabellone

### Legenda
| - Q = Qualificato - WC = Wild card - LL = Lucky loser | - ALT = Alternate - SE = Special Exempt - PR = Protected Ranking | - w/o = Walkover - r = Ritirato - d = Squalificato |

|  | Semifinali | Semifinali                    | Semifinali                    | Semifinali | Semifinali |  |  | Finale | Finale                       | Finale                       | Finale | Finale |  |
|  |            |                               |                               |            |            |  |  |        |                              |                              |        |        |  |
|  | 1          | Guy Sasson Niels Vink         | Guy Sasson Niels Vink         | 6          | 6          |  |  |        |                              |                              |        |        |  |
|  |            | Francisco Cayulef Robert Shaw | Francisco Cayulef Robert Shaw | 0          | 2          |  |  | 1      | Guy Sasson Niels Vink        | Guy Sasson Niels Vink        | 6      | 6      |  |
|  |            | Ahmet Kaplan Donald Ramphadi  | 6                             | 2          | [10]       |  |  |        | Ahmet Kaplan Donald Ramphadi | Ahmet Kaplan Donald Ramphadi | 3      | 4      |  |
|  | 2          | Andy Lapthorne Sam Schröder   | 3                             | 6          | [7]        |  |  |        |                              |                              |        |        |  |